# Shayne Mallard
Maxwell Shayne Mallard (sinh ngày 4 tháng 9 năm 1964) là một chính khách Úc. Ông là đảng viên Tự do của Hội đồng lập pháp New South Wales kể từ năm 2015. Ông trước đây là ủy viên hội đồng của Thành phố Nam Sydney từ năm 2000 đến 2004 và của Thành phố Sydney từ năm 2004 đến 2012.

## Đời tư
Sự nghiệp ban đầu của Mallard là tiếp thị và quảng cáo. Năm 1995, ông đã có một sự nghiệp nghỉ phép và thành lập một doanh nghiệp nhỏ trong nghề làm vườn với anh trai của mình ở ngoại ô nội thành Darlinghurst.
Mallard, người đồng tính, có mối quan hệ đồng giới với Jesper Hansen, người Đan Mạch. Vào ngày 20 tháng 7 năm 2012, họ đã báo cáo rằng họ sẽ kết hôn trong một nhà thờ Lutheran ở Copenhagen vào năm 2013.